# Thecla katakirii
Thecla katakirii är en fjärilsart som beskrevs av Jinhaku Sonan 1933. Thecla katakirii ingår i släktet Thecla och familjen juvelvingar. Inga underarter finns listade i Catalogue of Life.